# Gorzyce (powiat jasielski)
Gorzyce – wieś w Polsce położona w województwie podkarpackim, w powiecie jasielskim, w gminie Nowy Żmigród. Leży na prawym brzegu rzeki Wisłoki, w odległości około 4 km od Nowego Żmigrodu. Otaczają ją nieduże wzniesienia.
W latach 1975–1998 miejscowość należała administracyjnie do województwa krośnieńskiego.
Wierni Kościoła rzymskokatolickiego należą do parafii św. Mikołaja w Łężynach.